# Sveinn Aron Guðjohnsen
Sveinn Aron Guðjohnsen (Reykjavík, 12 maggio 1998) è un calciatore islandese, attaccante del Sarpsborg 08 e della nazionale islandese.

## Biografia
Aron Guðjohnsen viene da una famiglia di giocatori di calcio: è figlio di Eiður Guðjohnsen e nipote di Arnór Guðjohnsen, entrambi ex calciatori professionisti. Ha due fratelli (Andri Lucas e Daniel Tristan) e un fratellastro (Arnor) che giocano tutti e 3 a calcio.

## Caratteristiche tecniche
È una punta centrale forte fisicamente, dotato di un buon mancino e molto insidioso sulle palle alte vista anche l'altezza.

## Carriera

### Club
Nato a Reykjavík, dal 2006 al 2010 gioca nella cantera del Barcellona nel periodo in cui il padre era tesserato per la prima squadra; in seguito gioca nel Gavà fino al 2015 quando fa ritorno in patria. Trascorre i primi tre anni di carriera fra i professionisti nei campionati islandesi, prima in 1. deild karla con l'HK Kópavogur e poi in Úrvalsdeild con Valur e Breiðablik. Con le squadre islandesi gioca 67 partite e segna 15 reti.
Il 26 luglio 2018 firma con lo Spezia, club italiano militante in Serie B; debutta nel campionato cadetto il 29 settembre 2018 nella partita contro il Carpi rimpiazzando al 59' Andrej Gălăbinov. Il 31 gennaio 2019 viene ceduto in prestito al Ravenna dove però fatica a trovare continuità. Nella stagione 2019-2020 fa ritorno allo Spezia dove gioca 16 incontri fra campionato e coppe realizzando tre reti, a Pescara e Frosinone in campionato e alla Pro Patria in Coppa Italia; il 13 settembre 2020 viene nuovamente ceduto in prestito, questa volta all'Odense.
Il 14 agosto 2021 viene ceduto a titolo definitivo all'Elfsborg.

### Nazionale
Ha giocato nelle nazionali giovanili islandesi Under-17 ed Under-19.
Il 15 novembre 2020 riceve la prima convocazione in nazionale maggiore in vista della sfida contro l'Inghilterra, senza tuttavia debuttare.
Nel 2021 viene convocato dalla nazionale under-21 islandese per il campionato europeo di categoria, dove gioca due incontri segnando una rete nella sconfitta per 4-1 contro la Russia. Prima dell'ultima partita della fase a gironi, con la selezione nordica di fatto già eliminata, lascia la competizione per raggiungere il gruppo della nazionale maggiore, convocato dal CT Arnar Viðarsson; debutta il 31 marzo giocando da titolare l'incontro valido per le qualificazioni di Mondiali 2022 vinto 4-1 contro il Liechtenstein.

## Statistiche
Statistiche aggiornate al 31 marzo 2021.

### Presenze e reti nei club
| Stagione        | Squadra         | Campionato      | Campionato | Campionato | Coppe nazionali | Coppe nazionali | Coppe nazionali | Coppe continentali | Coppe continentali | Coppe continentali | Altre coppe | Altre coppe | Altre coppe | Totale | Totale | Totale |
| Stagione        | Squadra         | Comp            | Pres       | Reti       | Comp            | Pres            | Reti            | Comp               | Pres               | Reti               | Comp        | Pres        | Reti        | Pres   | Reti   |        |
| --------------- | --------------- | --------------- | ---------- | ---------- | --------------- | --------------- | --------------- | ------------------ | ------------------ | ------------------ | ----------- | ----------- | ----------- | ------ | ------ | ------ |
| 2016            | HK Kópavogur    | 1D              | 10         | 5          | CI+CdL          | 1+4             | 0+1             |                    | -                  | -                  |             | -           | -           | 15     | 6      |        |
| 2016            | Valur           | UD              | 6          | 0          | CI+CdL          | 1+0             | 0               |                    | -                  | -                  |             | -           | -           | 7      | 0      |        |
| 2017            | Valur           | UD              | 6          | 1          | CI+CdL          | 2+5             | 0+1             | UEL                | 3                  | 0                  | SI          | 1           | 0           | 17     | 2      |        |
| 2017            | Breiðablik      | UD              | 10         | 2          | CI+CdL          | 0               | 0               |                    | -                  | -                  |             | -           | -           | 10     | 2      |        |
| 2018            | Breiðablik      | UD              | 12         | 3          | CI+CdL          | 2+4             | 1+1             |                    | -                  | -                  |             | -           | -           | 18     | 5      |        |
| 2018-gen. 2019  | Spezia          | B               | 8          | 0          | CI              | 0               | 0               |                    | -                  | -                  |             | -           | -           | 8      | 0      |        |
| gen.-giu. 2019  | Ravenna         | C               | 10+1       | 1          | CI+CI-C         | 0               | 0               |                    | -                  | -                  |             | -           | -           | 11     | 1      |        |
| 2019-2020       | Spezia          | B               | 15         | 2          | CI              | 1               | 1               |                    | -                  | -                  |             | -           | -           | 16     | 3      |        |
| 2020-2021       | Odense          | SL              | 7          | 1          | CD              | 2               | 1               |                    | -                  | -                  |             | -           | -           | 9      | 2      |        |
| Totale carriera | Totale carriera | Totale carriera | 85         | 15         |                 | 22              | 6               |                    | 3                  | 0                  |             | 1           | 0           | 111    | 12     |        |

### Cronologia presenze e reti in nazionale
| Cronologia completa delle presenze e delle reti in nazionale ― Islanda | Cronologia completa delle presenze e delle reti in nazionale ― Islanda | Cronologia completa delle presenze e delle reti in nazionale ― Islanda | Cronologia completa delle presenze e delle reti in nazionale ― Islanda | Cronologia completa delle presenze e delle reti in nazionale ― Islanda | Cronologia completa delle presenze e delle reti in nazionale ― Islanda | Cronologia completa delle presenze e delle reti in nazionale ― Islanda | Cronologia completa delle presenze e delle reti in nazionale ― Islanda |
| Data                                                                   | Città                                                                  | In casa                                                                | Risultato                                                              | Ospiti                                                                 | Competizione                                                           | Reti                                                                   | Note                                                                   |
| ---------------------------------------------------------------------- | ---------------------------------------------------------------------- | ---------------------------------------------------------------------- | ---------------------------------------------------------------------- | ---------------------------------------------------------------------- | ---------------------------------------------------------------------- | ---------------------------------------------------------------------- | ---------------------------------------------------------------------- |
| 31-3-2021                                                              | Vaduz                                                                  | Liechtenstein                                                          | 1 – 4                                                                  | Islanda                                                                | Qual. Mondiali 2022                                                    | -                                                                      | 63’                                                                    |
| 29-5-2021                                                              | Arlington                                                              | Messico                                                                | 2 – 1                                                                  | Islanda                                                                | Amichevole                                                             | -                                                                      | 74’ 75’                                                                |
| 4-6-2021                                                               | Tórshavn                                                               | Fær Øer                                                                | 0 – 1                                                                  | Islanda                                                                | Amichevole                                                             | -                                                                      | 78’                                                                    |
| 8-6-2021                                                               | Poznań                                                                 | Polonia                                                                | 2 – 2                                                                  | Islanda                                                                | Amichevole                                                             | -                                                                      | 84’                                                                    |
| 8-10-2021                                                              | Reykjavík                                                              | Islanda                                                                | 1 – 1                                                                  | Armenia                                                                | Qual. Mondiali 2022                                                    | -                                                                      | 68’                                                                    |
| 11-10-2021                                                             | Reykjavík                                                              | Islanda                                                                | 4 – 0                                                                  | Liechtenstein                                                          | Qual. Mondiali 2022                                                    | -                                                                      | 65’                                                                    |
| 11-11-2021                                                             | Bucarest                                                               | Romania                                                                | 0 – 0                                                                  | Islanda                                                                | Qual. Mondiali 2022                                                    | -                                                                      | 74’                                                                    |
| 14-11-2021                                                             | Skopje                                                                 | Macedonia del Nord                                                     | 3 – 1                                                                  | Islanda                                                                | Qual. Mondiali 2022                                                    | -                                                                      | 72’                                                                    |
| 12-1-2022                                                              | Kadriye                                                                | Uganda                                                                 | 1 – 1                                                                  | Islanda                                                                | Amichevole                                                             | -                                                                      | 60’                                                                    |
| 15-1-2022                                                              | Aksu                                                                   | Islanda                                                                | 1 – 5                                                                  | Corea del Sud                                                          | Amichevole                                                             | 1                                                                      | 64’                                                                    |
| 26-3-2022                                                              | Murcia                                                                 | Finlandia                                                              | 1 – 1                                                                  | Islanda                                                                | Amichevole                                                             | -                                                                      | 70’                                                                    |
| 29-3-2022                                                              | La Coruña                                                              | Spagna                                                                 | 5 – 0                                                                  | Islanda                                                                | Amichevole                                                             | -                                                                      | 67’                                                                    |
| 2-6-2022                                                               | Haifa                                                                  | Israele                                                                | 2 – 2                                                                  | Islanda                                                                | UEFA Nations League 2022-2023 - 1º turno                               | -                                                                      | 60’                                                                    |
| 6-6-2022                                                               | Reykjavík                                                              | Islanda                                                                | 1 – 1                                                                  | Albania                                                                | UEFA Nations League 2022-2023 - 1º turno                               | -                                                                      | 90+2’                                                                  |
| 9-6-2022                                                               | Serravalle                                                             | San Marino                                                             | 0 – 1                                                                  | Islanda                                                                | Amichevole                                                             | -                                                                      | 70’                                                                    |
| 13-6-2022                                                              | Reykjavík                                                              | Islanda                                                                | 2 – 2                                                                  | Israele                                                                | UEFA Nations League 2022-2023 - 1º turno                               | -                                                                      | 61’                                                                    |
| 19-11-2022                                                             | Riga                                                                   | Lettonia                                                               | 1 – 1 (7 – 8 dtr)                                                      | Islanda                                                                | Coppa del Baltico 2022                                                 | -                                                                      | 77’                                                                    |
| 8-1-2023                                                               | Albufeira                                                              | Estonia                                                                | 1 – 1                                                                  | Islanda                                                                | Amichevole                                                             | -                                                                      | 63’                                                                    |
| 12-1-2023                                                              | Faro                                                                   | Svezia                                                                 | 2 – 1                                                                  | Islanda                                                                | Amichevole                                                             | 1                                                                      | 81’                                                                    |
| Totale                                                                 |                                                                        | Presenze                                                               | 19                                                                     |                                                                        | Reti                                                                   | 2                                                                      |                                                                        |

## Palmarès

### Club

#### Competizioni nazionali
- Campionato islandese: 1

Valur: 2017
- Supercoppa d'Islanda: 1

Valur: 2017
- Coppa d'Islanda: 1

Valur: 2016

### Nazionale
- Coppa del Baltico: 1

2022